# Gobipteryx
Gobipteryx (van Gobi, verwijzend naar de Gobi-woestijn waar het werd ontdekt, en het Griekse pteryx 'vleugel') is een geslacht van uitgestorven vogels uit het Campanien van het Laat-Krijt van Mongolië. Het is niet bekend of er directe afstammelingen zijn. Net als de rest van de clade Enantiornithes, is Gobipteryx in ieder geval aan het einde van het Krijt uitgestorven.

## Geschiedenis
De eerste gevonden exemplaren bestonden uit twee beschadigde schedels, die werden ontdekt als onderdeel van de Pools-Mongoolse paleontologische expeditie van 1971 naar de Gobiwoestijn door Dr. Teresa Maryańska, maar destijds werd niet onmiddellijk erkend dat beide schedels toebehoorden aan dezelfde soort. Ze werden gevonden in de zandsteen van de Nemegt-bedden van de Barun Goyotformatie van het Nemegt-bekken. 
Het holotype, exemplaar ZPAL MgR-I/12, een enkele beschadigde schedel, is ondergebracht bij het Instituut voor Paleobiologie van de Poolse Academie van Wetenschappen in Warschau, Polen. Het werd in 1976 door Dr. Andrzej Elżanowski benoemd als de typesoort Gobipteryx minuta. De geslachtsnaam verbindt een verwijzing naar de Gobiwoestijn met het Grieks pteryx, 'vleugel'. De soortaanduiding betekent 'de piepkleine'. De tweede schedel, specimen ZPAL MgR-I/32, werd toegewezen. Bij het holotype werden ook eierschalen gevonden die zijn toegewezen aan de oospecies Subtilioolithus multituberculatus.
In 1996 beschreef Evgeny Koerotsjkin een nieuwe vogel onder de naam van Nanantius valifanovi, ook van de Barun Goyot-formatie. Later werd echter door Luis Maria Chiappe ontdekt dat Nanantius valifanoi vermoedelijk een nieuw verkeerd geïdentificeerd exemplaar van Gobipteryx minuta was, specimen PIN 4492-1, in de jaren negentig opgegraven. De fout was, althans gedeeltelijk, te wijten aan het omwisselen van de bovenkaken en onderkaken van de schedel.
In 1994 werd een expeditie naar de Gobi-woestijn uitgevoerd door het American Museum of Natural History en de Mongoolse Academie van Wetenschappen, waar een goed bewaard gebleven Gobipteryx minuta-schedel werd gevonden in het Nemegt-bekken, specimen IGM 100/1011. Dit nieuwe exemplaar leverde verder bewijs voor de plaatsing van Gobipteryx in Enantiornithes. Bovendien maakte het de reconstructie van het verhemelte mogelijk, die slecht bekend was van vogels uit het Mesozoïcum.
Ook tijdens de Pools-Mongoolse paleontologische expeditie van 1971 naar de Gobi-woestijn, waarin de eerste exemplaren waren ontdekt, werden in de rode bedden van Chermeen Tsav ver ontwikkelde embryo's van Gobipteryx minuta gevonden, vermoedelijk niet uitgekomen; hun eierschalen bevonden zich gekraakt naast de botten. Er werden in totaal zeven exemplaren gevonden, waaronder twee volledige skeletten, ZPAL MgR-I/33 en ZPAL MgR-I/34 en vijf meer fragmentarische ZPAL MgR-I/88-92. Deze embryo's vormden indertijd pas de tweede bevestigde embryonale fossielen van vóór het Kwartair, evenals de eerste bevestigde postcraniale fossielen van Gobipteryx minuta. Ze werden beschreven in 1981. De toewijzing aan Gobipteryx is voornamelijk gebaseerd op de locatie; de bekende anatomische overeenkomsten blijven beperkt tot enkele details. Het is wel gedacht dat de embryo's een aparte soort zouden vormen, 'Gobipipus reshetovi', maar dat is een onbeschreven nomen nudum gebleven. De eieren als zodanig zijn benoemd als de oospecies Gobioolithus minor.

## Beschrijving
Gebaseerd op een schedellengte van vijfenveertig millimeter, wordt Gobipteryx geschat op ongeveer de grootte van een patrijs. De lengte is geschat op negentien centimeter.
De diagnose uit 1976 is nu sterk verouderd en een moderne beschrijving ontbreekt. Het is onduidelijk wat naar huidige inzichten onderscheidende kenmerken zouden zijn.

### Schedel
Het algemene profiel van de schedel loopt geleidelijk naar voren taps toe. Gobipteryx heeft een tandeloze snavel gevormd door de versmelting van de premaxilliaire botten. De tandloosheid is een uitzondering onder de Enantiornithes. De schedel wordt gekenmerkt als rhynchokinetisch waarbij de pterygoïde botten articuleren met zowel de ploegschaarbeenderen als het verhemeltebeen, zodat de snuit wat op en neer kan bewegen ten opzichte van de achterkant van de schedel. De neusgaten zijn traanvormig en de choana bevindt zich eronder, meer rostraal dan bij de meeste moderne vogels. De neusgaten zijn kleiner dan de fenestrae antorbitales, een basaal kenmerk voor Ornithurae. Bovendien heeft de schedel van Gobipteryx een gearticuleerd rostrum. De bovenste kaakgewrichten worden gevormd door de quadrata met de pterygoïde uitsteeksels. Het gewrichtsgebied van de onderkaak bevat interne en retroarticulaire uitsteeksels. De voorste symphysis van de onderkaken is naadloos vergroeid. Dit dier heeft een grote hersenpan uit een stuk, zonder beennaden.

### Wervelkolom
De wervelkolom bestaat uit ten minste negentien presacrale wervels uit nek en rug, waarvan minstens de laatste zes dorsalen zijn. De doornuitsteeksels van de twaalfde en dertiende presacrale wervels vormen het punt van de grootste verhoging in de wervelkolom.

### Schoudergordel
Het schouderblad bevat een prominente lip bij het schoudergewricht en versmalt naar achteren, eindigend als een dunne staaf. De ravenbeksbeenderen zijn naar voren enigszins hol en zijn bovenaan gescheiden van de schouderbladen. De vorkbeenderen van Gobipteryx krommen op een manier die consistent is met die van andere vogels.

### Ledematen
Het opperarmbeen is bovenaan naar achteren bol (een normale eigenschap voor vogels) en de kop is kommavormig in bovenaanzicht. De ellepijp van Gobipteryx is ongeveer twee keer zo dik als het spaakbeen. Middenhandsbeentjes II en III zijn gevonden bij embryonale fossielen en er wordt waargenomen dat ze ongeveer even groot zijn en in nauw contact met elkaar staan.

## Fylogenie
Aanvankelijk werd Gobipteryx geclassificeerd als een lid van de clade Paleognathae, de loopvogels, op basis van zijn kaak en verhemelte. Pierce Brodkorb meende echter dat het helemaal geen vogel was maar een basaler reptiel. In 1981 definieerde Dr. Cyril Walker echter de clade Enantiornithes. In 1983 werd Gobipteryx door Larry Martin geclassificeerd als een lid van de Enantiornithes, samen met Alexornis, zij het binnen het kader van diens nu verouderde hypothese dat de oorsprong van de vogels niet binnen de dinosauriërs lag. Dat zou volgens hem mogelijk wel gelden voor de Enantiornithes die dan een geheel aparte afstammingslijn zouden vormen, niet verwant aan de vogels, de overeenkomsten waarmee verklaard moesten worden door convergente evolutie. Martin baseerde zich voornamelijk op de embryo's. De plaatsing binnen de Enantiornithes werd bevestigd door de studie van specimen PIN 4492-1. In 1986 bewees een exacte kladistische analyse door Cracraft dat de Enantiornithes wel degelijk vogels zijn; Martin verwierp hierop de hele kladistische methode.

## Paleobiologie

### Dieet
Chiappe meende dat de krachtige kaken en scherpe bek dienden voor het kraken van zaden. Het leefgebied was ook al in het Krijt woestijnachtig en Gobipteryx leefde wellicht in oases omringd door zandduinen.

### Vlucht
Gobipteryx wordt verondersteld in staat te zijn geweest om te vliegen. Het schouderblad is lang en daarom goed geschikt voor het vliegen door meer ruimte te hebben voor spieraanhechting. Bovendien is de voorpoot van Gobipteryx meer dan tweemaal de lengte van de thorax, wat binnen het aanvaardbare bereik valt dat wordt waargenomen bij vliegende vogels.

### Ontwikkeling
Gobipteryx, samen met andere enantiornithes, wordt verondersteld een superprecociale ontwikkeling te hebben, waarin hij in staat was om te vliegen bij het uitkomen. Het bewijs hiervoor komt van het feit dat de voorpoten en schouders van gevorderde embryo's bijna volledig verbeend zijn. Bovendien is aangetoond dat de groei van Gobipteryx minuta onmiddellijk na het uitkomen vertraagt. Dit suggereert dat hij tijdens zijn leven zeer mobiel was, aangezien is aangetoond dat voortbeweging de groei van jonge vogels vertraagt door energie en hulpbronnen elders aan te wenden. Dit begin van de vlucht zo vroeg in het leven wordt niet gezien bij de meeste moderne vogels, die beginnen te vliegen wanneer ze hun volledige grootte hebben bereikt of bijna zijn.
Bij volwassen exemplaren is de structuur van de botten fibrolamellair, wat duidt op een snelle groei.